# Elijahu Meridor
Elijahu Meridor (hebrejsky אליהו מרידור‎, rodným jménem Elijahu Viržvolovsky, אליהו וירז׳בולובסקי‎, žil 20. července 1914 – 16. října 1966) byl izraelský politik a poslanec Knesetu za strany Cherut a Gachal.

## Biografie
Narodil se v Petrohradu v tehdejší Ruské říši. Vystudoval střední školu v Polsku a právo na Varšavské univerzitě. V roce 1936 přesídlil do dnešního Izraele, kde působil jako právník. Byl velitelem jednotek Irgun v Jeruzalémě. Britské mandátní úřady ho vyhostily do Afriky. Jeho syn Dan Meridor je izraelským politikem, další syn Salaj Meridor je rovněž politikem a diplomatem.

## Politická dráha
V Polsku vstoupil do mládežnického hnutí Bejtar. Angažoval se ve svazu židovských studentů ve Varšavě. V roce 1948 byl jedním ze zakladatelů strany Cherut, předsedal její jeruzalémské organizaci.
V izraelském parlamentu zasedl poprvé po volbách v roce 1959, do nichž šel za Cherut. Zastával post člena výboru pro vzdělávání a kulturu a výboru pro ústavu, právo a spravedlnost. Znovu se v Knesetu objevil po volbách v roce 1961, kdy kandidoval opět za Cherut. V průběhu volebního období ale přešel do nové pravicové formace Gachal. Stal se členem výboru pro ústavu, právo a spravedlnost, výboru House Committee a výboru pro záležitosti vnitra. Opětovně byl na kandidátce Gachal zvolen ve volbách v roce 1965. Byl členem výboru House Committee a výboru pro ústavu, právo a spravedlnost. Zemřel během funkčního období. Jeho křeslo poslance zaujal Šlomo Kohen-Cidon.